# 黄眼草
黄眼草（学名：Xyris indica），为黄眼草科黄眼草属下的一个植物种。
种名indica意为印度的。
现接受名为Xyris anceps var. anceps Lam.。